# Dick Pels
Dick Pels (Amsterdam, 26 februari 1948) is een Nederlands socioloog en publicist. Tussen 1 januari 2010 en 1 februari 2013 was hij directeur van het wetenschappelijk bureau van GroenLinks Bureau de Helling.

## Levensloop
Na het gymnasium-alpha aan het Sint-Vituscollege in Bussum, studeerde Pels tussen 1966 en 1969 vertaalkunde Engels en Russisch aan de Universiteit van Amsterdam. Daarna spendeerde hij een semester aan het Bedford College van de Universiteit van Londen. Vervolgens studeerde hij sociologie aan de Universiteit van Amsterdam, hij ontving zowel zijn kandidaats- en zijn doctoraal diploma cum laude.
Vervolgens werkte hij als universitair docent maatschappijtheorie en sociale filosofie bij de Universiteit van Amsterdam, tussen 1977 en 1990 bij de vakgroep sociologie en geschiedenis. In 1986 promoveerde hij cum laude aan de Universiteit van Amsterdam in de sociologie op een politieke geschiedenis van de begrippen macht en eigendom. Sinds 1987 werkte hij tevens als Universitair Hoofddocent bij de faculteit der Wijsbegeerte van de Universiteit Groningen zich specialiserend in de filosofie van de sociale en praktische wetenschappen. In de jaren 80 was hij twee keer (in 1986 en 1989) research fellow bij het Center for European Studies van Harvard University. Sinds 1990 heeft hij een aanstelling als senior gast onderzoeker bij de Amsterdamse School voor Sociaalwetenschappelijk Onderzoek van de Universiteit van Amsterdam. Tussen 1993 en 1997 was hij universitair hoofddocent sociale kennistheorie. Een vak waarin hij tussen 1997 en 1998 bijzonder hoogleraar was aan de Rijksuniversiteit Groningen. In 1996 was hij Visiting Professor bij drie universiteiten in Zuid-Afrika (Natal, Stellenbosch en Kaapstad). In 1998 maakte hij de overstap naar het Verenigd Koninkrijk, waar hij tussen 1998 en 2002 professor in de sociologie en mediastudies was aan de Brunel University en senior research fellow bij het Centre for Research into Information, Communication and Technology.
In 2003 keerde hij terug naar Nederland als freelance publicist. Hij richtte zich op het schrijven van opinieartikelen en essays in dag- en weekbladen en het leveren van commentaar op politieke ontwikkelingen op radio en televisie. Hij schreef in deze periode ook enkele boeken, waarvan met name De geest van Pim. Het gedachtegoed van een politieke dandy hem grote bekendheid verschafte. Hij won er de Socrates-wisselbeker voor beste filosofie boek voor. In 2004 richtte hij met anderen de progressieve denktank Waterland op, waarvan hij sinds 2006 voorzitter is.
In 2010 werd hij directeur van het Wetenschappelijk Bureau van GroenLinks. Hij volgde Bart Snels op. In 2013 werd hij zelf opgevolgd door Jasper Blom.

## Politieke visie
Pels beschouwt zichzelf als een progressieve liberaal. De onafhankelijke socialist Jacques de Kadt is voor hem een terugkerende bron van inspiratie. Zijn denken wordt gekenmerkt door dialectiek, een denkwijze waarbij tegenstellingen worden getransformeerd tot nieuwe posities.
In 2004 publiceerde Pels een Progressief Manifest in de Trouw. Hierin zette Pels zijn "sociaal-individualistische" visie neer. Hij wilde hiermee de "leegte op links" invullen. Sociaal-individualisme zou de liberale nadruk op individuele vrijheid samen brengen met "ouderwets socialisme". Volgens Pels moet socialisme in dienst staan van het individualisme:
 een gelijkere spreiding van middelen en kansen is noodzakelijk om persoonlijke autonomie voor iedereen mogelijke te maken. Ook gemeenschapszin staat, volgens Pels niet tegenover zijn sociaal-individualisme, zolang gemeenschappen maar in vrijheid zijn aangegaan en exit opties bieden. Het Progressief Manifest van Pels werd gemengd ontvangen door linkse politici: Ronald van Raak noemde het sociaal-individualisme "kil", omdat het solidariteit ondermijnt. Femke Halsema meende dat de kritiek van Pels' niet in verhouding stond tot de alternatieven die hij bood. Ruud Koole ten slotte meende dat het manifest weinig nieuws bood en grotendeels overeenkwam met het PvdA beginselprogramma van 2005.
Waar het gaat om inkomenspolitiek pleit Pels voor het vervangen van hebzucht door eerzucht. Volgens Pels moeten mensen in de top van het bedrijfsleven en de politiek niet gestimuleerd worden door economische prikkels (hogere inkomens) maar door maatschappelijke waardering. Daarom wil Pels enerzijds dat de taboes rond ambitie en eer worden doorbroken, maar anderzijds dat maatschappelijke waardering niet meer in geld wordt uitgedrukt. Deze vorm van leiderschap en ondernemerschap kan, volgens Pels, juist ook goed samen gaan met sociale ambities: het maakt een meer gelijke verdeling van inkomens mogelijk, daarnaast kan eerzucht zich nu ook uiten in maatschappelijk plichtsbesef. Pels noemt in dit verband bedrijven die duurzaam produceren, zonder dat dat daar economische voordelen tegenover staan: het komt hun reputatie ten goede.
Pels is een voorstander van de personalisering van de politiek, dat een nieuwe binding tussen kiezer en politiek kan vormen. Daarnaast gelooft Pels dat het populisme geen bedreiging vormt van de democratie. Het populisme houdt juist de democratie gezond omdat het voorkomt dat er een regentenklasse ontstaat.
In 2005 verscheen van zijn hand het boek Een zwak voor Nederland. Ideeën voor een nieuwe politiek. Pels pleit voor een zwakke nationale identiteit die gekenmerkt wordt door bescheidenheid en ruimte biedt over meningsverschillen over "nationale" waarde en verworvenheden. Deze opvatting van identiteit gaat niet uit van zekerheid over wat Nederland is, maar juist onzekerheid en twijfel. Naar Pels' overtuiging biedt dit ruimte voor de integratie van migranten en verder integratie in de Europese Unie. Pels betoogt dat Nederland helemaal niet moet streven naar een sterke identiteit, zoals politici als Geert Wilders, Rita Verdonk en voorheen Pim Fortuyn betogen en betoogden. Pels is tegen het neoconservatisme dat deze politici uitdragen. Pels is van mening dat de historische trots van Nederland niet zit in een sterke maar juist in een zwakke nationale identiteit. Pels meent dat critici van de Islam, als Wilders en Ayaan Hirsi Ali net als extreme Islamisten uitgaan van een waarheid, hun eigen. Pels pleit waar het gaat om religie kritiek juist om een "kritisch relativisme", dat zich verzet tegen alle harde zekerheden van geloof en ongeloof en vrijzinnige, personalistische vormen van religie en diversiteit koestert. De Vlaamse liberale filosoof Dirk Verhofstadt noemde Een Zwak voor Nederland "een belangrijk boek.". Verhofstadt meent echter dat Pels ten onrechte de posities van conservatieve en liberale Islamcritici gelijk stelt. Volgens Verhofstadt verschillen Paul Cliteur als liberaal en Geert Wilders, als conservatief, sterk in hun opvattingen. De liberale critici delen juist net als Pels de nadruk op twijfel en rede.
Pels is een "graag geziene" gast bij zowel de Partij van de Arbeid als GroenLinks, en werd lid van de laatste partij naar eigen zeggen om Femke Halsema te steunen in de strijd tegen haar oud-linkse opponenten, onder leiding van Leo Platvoet. Hij speelde daarnaast zelf met het idee om tot heroprichting van de Vrijzinnig Democratische Bond te komen, een brede progressief-liberale partij die open staat voor mensen uit de PvdA, D66 en GroenLinks.

## Persoonlijk
Pels woont samen met de filosofe Baukje Prins aan boord van het motorjacht Nymphaea. Hij heeft een dochter, Zita Pels.

## Verkorte Bibliografie
- Pels, D. (2011) Het Volk bestaat niet. Leiderschap en populisme in de mediademocratie
- Pels, D. (2007) De economie van de eer. Een nieuwe visie op verdienste en beloning
- Pels, D. (2005) Een Zwak voor Nederland. Ideeën voor een nieuwe politiek
- Pels, D. (2005) "Vrijheid: het politieke speelveld" in Bart Snels (red.) Vrijheid als ideaal
- Pels, D. (2004) Van Jacques de Kadt naar Wouter Bos. Op weg naar een nieuw sociaal-liberalisme in Socialisme & Democratie
- Pels, D. (2003) De geest van Pim. Het gedachtegoed van een politieke dandy
- Pels, D. (2003) Unhastening Science. Autonomy and Reflexivity in the Social Theory of Knowledge
- Pels, D. en Corner J. (red.) (2003) Media and the Restyling of Politics. Consumerism, Celebrity and Cynicism
- Pels, D. (2000) The Intellectual as Stranger. Studies in Spokespersonship
- Pels, D. en H. te Velde (red.) (2000) Politieke stijl. Over presentatie en optreden in de politiek
- Pels, D. (1998) Property and Power in Social Theory. A Study in Intellectual Rivalry
- Pels, D. en R.J. van der Veen (eds.) (1995) Het basisinkomen. Sluitstuk van de verzorgingsstaat?
- Pels, D. en G. de Vries (red.) (1994) Burgers en vreemdelingen. Opstellen over filosofie en politiek
- Pels, D. (1993) Het democratisch verschil. Jacques de Kadt en de nieuwe elite
- Pels, D. (1993) "The Dark Side of Socialism. Hendrik de Man and the Fascist Temptation" in History of the Human Sciences
- Pels, D. (1989) "Den Uyl als denker. Een erfenis in fragmenten" in Socialisme & Democratie
- Pels, D. (1984) "De proletariër als vreemdeling. Kennispsychologische notities over een metafoor" in Kennis & Methode
- Pels, D. (1982) "Power or Property? Lévy, Foucault, Poulantzas, and the Dilemma of Reduction" in Amsterdams Sociologisch Tijdschrift
- Pels, D. (1975) "Het dubbelkarakter van Marx’ arbeidsbegrip" in Amsterdams Sociologisch Tijdschrift